# سمير سعد الدين
سمير سعد الدين ممثل مصري من مواليد القاهرة عام 1944 وتخرج من المعهد العالي للسينما بالقاهرة سنة 1964 ويعتبر من أهم الشخصيات الفنية المعاصرة في فن التصوير الفوتوغرافي. يعمل في اكاديمية الفنون أستاذ التصوير المعهد العالي السينما. شارك أربعة أفلام فقط الفترة من 1966 وحتى 1981.

## قائمة أفلامه
فيلم «قصر الشوق» للمخرج حسن الإمام عام 1966
فيلم «مغامرة شباب» للمخرج عيسى كرامة عام 1970
فيلم «دائرة الشك» للمخرج زكي صالح عام 1980
فيلم «بياضة» للمخرج أحمد ثروت عام 1981

## وصلات خارجية
- سمير سعد الدين على موقع الدهليز
- سمير سعد الدين على موقع قاعدة بيانات الأفلام العربية
- سمير سعد الدين على الدهليز
- سمير سعد الدين نسخة محفوظة 27 يناير 2022 على موقع واي باك مشين. على كاروهات